# Gerhard Käfer
Gerhard Käfer (* 18. September 1943) ist ein deutscher Jurist und war bis 31. Dezember 2009 Geschäftsführer der juris GmbH, Saarbrücken.

## Ausbildung und Berufsstart
Gerhard Käfer machte 1963 Abitur in Rimbach. Daraufhin arbeitete er in Palo Alto als Techniker für Hewlett-Packard. Im Anschluss studierte er Rechtswissenschaften in Baden-Württemberg und Hessen. 1969 legte er sein erstes Staatsexamen ab, 1973 sein zweites. Danach war er Staatsanwalt für Jugendsachen in Darmstadt.

## juris
Im Jahr 1974 wurde er vom Bundesjustizministerium eingestellt, das Richter und Staatsanwälte suchte, um ein juristisches Informationssystem („juris“) aufzubauen. Käfer kümmerte sich dabei insbesondere um die Entwicklung des Datenerfassungsverfahrens. Als das System im Jahr 1985 in eine Gesellschaft mit beschränkter Haftung überführt wurde, wurde Käfer stellvertretender Geschäftsführer. Seit der Verlegung von juris aus Bonn nach Saarbrücken im Juli 1987 ist er als Geschäftsführer tätig. Im März 2001 wurde er Sprecher der Geschäftsführung. Am 31. Dezember 2009 schied er aus der Geschäftsführung aus.

## Weitere Tätigkeiten und Ehrungen
Seit 1994 hält er an der Universität des Saarlandes Vorlesungen, in denen er Jurastudenten in die Nutzung der juris-Datenbanken einführt. Für dieses Engagement sowie für seine wissenschaftlichen Verdienste wurde ihm am 16. Juli 2003 von der Universität die Ehrendoktorwürde verliehen; Laudator war Professor Maximilian Herberger. 2009 wurde er mit einer Festschrift geehrt.